# Willy Favre
Willy Favre, född den 24 september 1943 i Les Diablerets, död 19 december 1986, var en schweizisk alpin skidåkare.
Favre blev olympisk silvermedaljör i storslalom vid vinterspelen 1968 i Grenoble.